# Samuel Bansovius

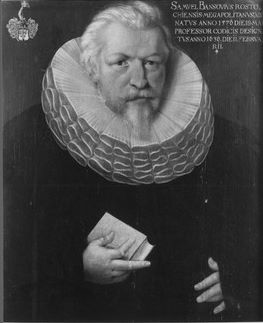
Samuel Bansovius auf einem 1636 von Conrad Melberger gemalten Porträt in der Tübinger Professorengalerie

Samuel Bansovius (* 18. Mai 1576 in Rostock; † 11. Februar 1636 in Tübingen) war ein deutscher Jurist.

## Leben
Samuel Bansovius absolvierte ein Studium der Philosophie in Frankfurt an der Oder sowie ein Studium der Rechte in Rostock. Danach wurde er Präzeptor des Barons von Molzan. 1601 wurde er in Tübingen immatrikuliert und dort 1603 zum Dr. iur. utr. promoviert. Er arbeitete als Hofgerichtsassessor. Von 1636 bis 1638 wurde er ordentlicher Professor der Rechte als Nachfolger von Christoph Besold in Tübingen. Er führte den Titel Juris consultus. Sein 1636 von Conrad Melberger gemaltes Porträt hängt in der Tübinger Professorengalerie.